# Barcode (Film)
Barcode ist ein niederländischer computeranimierter Kurzfilm von Adriaan Lokman aus dem Jahr 2001.

## Handlung
In abstrakter, schwarz-weißer 3D-Animation werden gleich hohe Stäbe auf einer Fläche gezeigt. Lichtpunkte führen zu Schattenwürfen, wobei die Anzahl der Stäbe mit der Zeit größer wird und auch die Anordnung der Erhöhungen auf der Fläche komplexere Formen annimmt. Die Anzahl der Lichtpunkte variiert, das Tempo der Kamera nimmt zu oder ab und auch die Kameraposition führt zu stets wechselnden Ansichten.

## Produktion
Der Niederländer Adriaan Lokman, der bis dahin mit seiner Produktionsfirma Lokman Produkties in Rotterdam Werbefilme produziert hatte, schuf mit Barcode 2001 seine erste unabhängige Regiearbeit. Die Produktion wurde vom Dutch Filmfund finanziell unterstützt.
Im Film beschäftigte er sich mit der Frage, wie verschiedene Lichtquellen im Zusammenspiel mit einem einfach geformten Gegenstand unterschiedliche Eindrücke erzeugen könnten. Der Film lief im September 2001 im Rahmen des Niederländischen Filmfestivals. Mit Barcode III.0 veröffentlichte Lokman 2013 ein Remake seines Werkes von 2001.

## Auszeichnungen
Im Jahr 2002 gewann der Film den Cristal d’Annecy des Festival d’Animation Annecy. Ebenfalls 2002 wurde der Film mit der Silbernen Taube des Internationalen Leipziger Festivals für Dokumentar- und Animationsfilm ausgezeichnet. Auf dem Animafest Zagreb erhielt der Film 2002 eine Besondere Erwähnung.